# Leukotrieen
(1)LTA4

Leukotriënen (enkelvoud leukotrieen) zijn lipides met een hormoon-achtige functie. Zij spelen onder andere een rol in allergieën. De stoffen zijn voor het eerst in 1979 eenduidig beschreven door de Zweedse chemicus Bengt Samuelsson, die ze aantrof in leukocyten, waar ze het eerste deel van hun naam aan danken. Het tweede deel van hun naam is afgeleid van het geconjugeerde trieensysteem dat kenmerkend is voor deze groep verbindingen. In het UV-spectrum van deze stoffen is het absorptiespectrum van dit trieensysteem duidelijk aanwezig. De toevoeging "4" wijst op het totaal aantal dubbele bindingen. Leukotriënen zijn ook beschreven met 3 of 5 dubbele bindingen. Biochemisch worden de stoffen tot de eicosanoïdes gerekend, derivaten van arachidonzuur, dat wel al de vier onverzadigingen bevat, maar nog niet de conjugatie.
De structuurformule hiernaast is die van Leukotrieen A4, LTA4. Opvallend zijn de vier dubbele bindingen, waarvan er drie geconjugeerd zijn, een algemeen kenmerk van de leukotriënen. LTA4 wordt enzymatische in de andere LT's omgezet. Leukotriënen worden als signaalmoleculen zowel intracellulair (autocriene signalering) als intercellulair (paracriene signalering) ingezet. Zij vervullen dan een rol in de regeling van immuunreacties. Het vrijmaken van leukotriënen door cellen gaat doorgaans gepaard met gelijktijdige afgifte van histamine.

## Allergieën
Nadat mestcellen door een allergeen zijn geactiveerd gaan zij leukotriënen produceren. Ongeremde productie of overproductie van leukotriënen leidt tot allergische reacties. Mestcellen hebben geen voorraad leukotriënen; de effecten van deze stoffen zijn daardoor pas merkbaar in een latere fase van de type-1-allergische reactie. Het effect van het vrijkomen van leukotriënen (met name van leukotriene D4) is het samentrekken van de gladde spieren in de bronchiën waardoor deze zich vernauwen en bovendien slijm uit de wand in de bronchiën geperst wordt. Daarnaast treedt een toename van de permeabiliteit van de bloedvaten op. Leukotrieen antagonisten worden klinisch toegepast in de bestrijding van de ziekteverschijnselen. De antagonisten blokkeren ofwel de synthese ofwel de expressie van de leukotriënen.

## Geschiedenis
Hoewel de stoffen voor het eerst in 1979 chemisch beschreven zijn, bleek later dat Feldberg en Kellawayal al in 1938 de stof beschreven die later bekend werd als leukotrieen C4 vanuit een biologische invalshoek beschreven als "slow reaction smooth muscle-stimulating substance" (SRS). De onderzoekers waren in staat, na longweefsel langdurig bloot te stellen aan slangengif en histamine, een hoeveelheid SRS te isoleren.
Tegenwoordig zijn de leukotriënen ten behoeve van onderzoeksdoeleinden commercieel verkrijgbaar.

## Biochemie

### Synthese

#### LTA4
Zowel chemisch als biochemisch vormt LCA4 het uitgangspunt voor de synthese van de andere leukotriënen. LCA4 zelf wordt met behulp van 5-lipoxygenase uit arachidonzuur gesynthetiseerd. Het enzym is verantwoordelijk voor de juiste positionering van het zuurstofatoom op de arachidonzuurketen.
Het enzym lipoxygenase is aanwezig in leukocyten en andere bij het immuunsysteem betrokken cellen als mestcellen, monocyten, eosinofiele -, neutrofiele - en basofiele granulocyten. Als deze cellen geactiveerd worden, wordt arachidonzuur vrijgemaakt door phospholipase A2 uit de fosfolipides van het celmembraan en overgedragen aan 5-lipoxygenase.
5-Lipoxygenase (5-LO) zet arachidonzuur om in 5-hydroperoxyeicosatetraeenzuur (5-HPETE), dat vervolgens spontaan vervalt tot 5-hydroxyeicosatetraeenzuur (5-HETE). 5-LO wordt nogmaals gebruikt in de omzetting van 5-HETE in leukotrieen A4 (LTA4), dat zich vervolgens als instabiel epoxide makkelijk verder laat omzetten.

#### LTB4
Chemisch is de omzetting van LCA4 in LCB4 te beschrijven als een nucleofiele reactie van water, of hydroxide, op koolstofatoom 12. Er ontstaat een pentadiënyl-anion dat vervolgens door opening van de epoxidering en opname van een H+-ion overgaat in LCB4.
Biochemisch wordt in cellen die over LTA4 hydrolase beschikken, dat zijn vooral monocyten en neutrofiele granulocyten LTA4 omgezet in het dihydroxyzuur LTB4. Neutrofiele granulocyten worden sterk aangetrokken door LTB4. Zij reageren via hun BLT1 and BLT2 receptoren in hun celmembraan.

#### LTC4LTD4LTE4
In cellen die in staat zijn LTC4 synthase te produceren, zoals mestcellen en eosinofiele granulocyten, wordt LTA4 geconjugeerd aan het tripeptide glutathion waardoor het eerste cysteïnyl-leukotrieen LTC4 gevormd wordt. Deze reactie is een standaard reactie van glutathion die bijvoorbeeld ook optreedt in Fase II van de biotransformatie van een aantal lichaamsvreemde stoffen. Buiten de cellen wordt LTC4 door veel voorkomende enzymen omgezet in eerst LTD4 (glutaminezuur wordt van het glutathiondeel afgesplitst) en vervolgens in LTE4. Deze laatste twee vormen vertonen nog steeds biologische activiteit.
De cysteinylleukotrienen activeren de CysLT1 en CysLT2 receptor op het celoppervlak van de doelcellen, met de bronchiale contractie en stijging van de permeabiliteit van bloedvaten als gevolg, maar ook de rekrutering van leukocyten naar plaatsen van ontstekingen wordt erdoor gestuurd.

#### LTF4
LTF4 kan beschouwd worden als een metaboliet van LTC4, hoewel de verbinding slechts in vitro, wel is waar via een enzymatisch gekataliseerde syntheseroute, is aangetoond. In plaats van het glutaminezuurresidu ontbreekt nu het glycineresidu uit glutathion.

### Metabolisme
Zowel LTB4 als de cysteinyl-leukotriënen (LTC4, LTD4, LTE4) worden eerst gedeeltelijk lokaal, maar ook deels in de lever afgebroken. Bezien vanuit LTB4 of LTCD4 kan de omzetting naar de andere leukotriënen als afbraak beschouwd worden, het feit dat de ontstane verbindingen nog steeds biologisch actief zijn maakt het ook mogelijk de omzetting als transcellulaire biosynthese te beschrijven. Uiteindelijk vindt in de lever de definitieve omzetting naar biologisch inactieve verbindingen plaats.